# Wesley Snipes

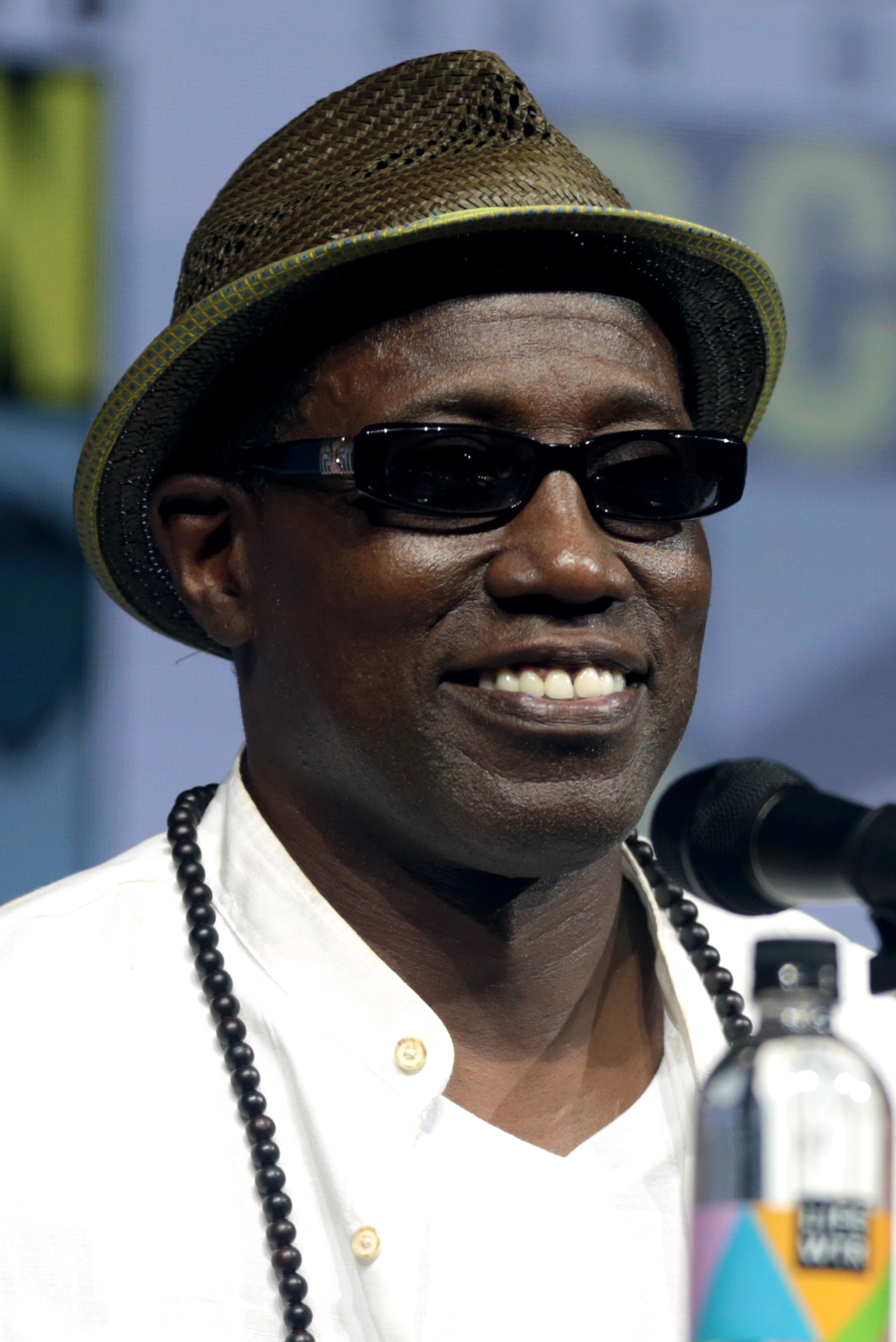
Wesley Snipes (2018)

Wesley Trent Snipes (* 31. Juli 1962 in Orlando, Florida) ist ein US-amerikanischer Schauspieler.

## Leben
Wesley Snipes wuchs bei seiner Mutter in New Yorks South Bronx auf. An der „High School for the Performing Arts“ in New York belegte er die Fächer Tanz, Gesang und Schauspielerei. Später studierte er an der „State University of New York“ Theaterschauspiel.
Obwohl er einige Nebenrollen in Filmen und Serien erhielt und in diversen Bühnenstücken am Broadway mitwirkte, konnte er lange Zeit nicht von seinem Beruf als Schauspieler, Tänzer und Sänger leben. Erst nach einer Gangleader-Rolle in Bad, einem Musikvideo von Michael Jackson, fiel er überregional auf und erhielt kurz darauf eine kleine Rolle in dem Footballfilm American Wildcats, wo er das erste Mal auch mit Woody Harrelson zusammenarbeitete. Eine größere Rolle wurde ihm als von Klaus Maria Brandauer trainiertes Boxtalent Roland im Film Streets of Gold (1986) zuteil. Es folgten weitere Nebenrollen als Baseballspieler an der Seite von Charlie Sheen in Die Indianer von Cleveland oder als Polizist in King of New York – König zwischen Tag und Nacht mit Christopher Walken.
Anfang der 1990er Jahre spielte Snipes die Rolle des Drogendealers Nino in New Jack City. Gute Kritiken bekam er neben Samuel L. Jackson und Annabella Sciorra für Spike Lees Jungle Fever. Im Jahre 1990 spielte er im Filmdrama Mo’ Better Blues an der Seite von Denzel Washington mit. Der kommerzielle Durchbruch gelang ihm erst 1992 mit dem Basketballfilm Weiße Jungs bringen’s nicht (wieder mit Woody Harrelson), in dem er sich mit Geldproblemen auseinandersetzen muss, und mit dem Actionthriller Passagier 57.
Seit Auf der Jagd ist ihm jedoch, abgesehen von Blade samt Fortsetzungen, kein nennenswerter Hit mehr gelungen. In To Wong Foo, thanks for Everything, Julie Newmar übernahm er die Rolle einer Dragqueen. In den 2000er Jahren war Snipes primär in Direct-to-DVD-Produktionen zu sehen und produziert seither selbst Filme.
Für seine schauspielerische Leistung im Film One Night Stand wurde er 1997 mit dem Coppa Volpi, dem Darstellerpreis der Filmfestspiele von Venedig, ausgezeichnet.
Am 12. Oktober 2006 wurde Snipes wegen Steuerbetrugs angeklagt. Er entzog sich zunächst dem Haftbefehl, wurde aber am 8. Dezember 2006 in Florida festgenommen; ihm drohten bis zu 16 Jahre Haft. Er soll von 1999 bis 2004 eine viel zu niedrige Einkommensteuer gezahlt und sich zudem durch falsche Angaben fast zwölf Millionen US-Dollar an Rückzahlungen erschlichen haben. Am 24. April 2008 wurde Snipes wegen Steuerbetruges zu drei Jahren Haft verurteilt. Nachdem Snipes dagegen Berufung eingelegt hatte, blieb er gegen Zahlung einer Kaution zunächst auf freiem Fuß.
Am 16. Juli 2010 schließlich wies ein Berufungsgericht in Atlanta seinen Einspruch gegen das vorinstanzliche Urteil zurück, woraufhin sich Snipes an den Obersten Gerichtshof der Vereinigten Staaten wandte. Snipes’ Antrag, bis zu dessen Entscheidung in Freiheit leben zu dürfen, erteilte ein Bezirksgericht in Ocala am 1. Dezember 2010 eine Absage und entschied, dass er sich am 9. Dezember desselben Jahres im Gefängnis einfinden müsse. Snipes trat seine Haftstrafe fristgerecht im Bundesgefängnis McKean im Nordwesten Pennsylvanias an. Der angerufene Oberste Gerichtshof entschied am 6. Juni 2011, sich nicht mit dem Fall zu befassen. Snipes wurde letztlich am 2. April 2013 aus dem Gefängnis entlassen, um den Rest seiner Strafe bis zum 19. Juli 2013 im Hausarrest zu verbüßen.
2013 bekam er auf Wunsch von Action-Ikone Sylvester Stallone das Angebot auf eine Rolle im dritten Teil der Expendables-Trilogie, das er annahm. Es folgten einige Film- und Fernsehrollen. Sein Schaffen umfasst mehr als 60 Film- und Fernsehproduktionen.
Snipes hatte eine kurze Beziehung mit der Oscar-Preisträgerin Halle Berry. Er betreibt Kampfkunst und trägt u. a. den fünften Dan (Godan) in Shōtōkan-Karate. Er ist seit 2003 in zweiter Ehe mit der Malerin Nakyung „Nikki“ Park verheiratet und ist Vater von insgesamt fünf Kindern (vier Söhnen und einer Tochter).
Synchronsprecher von Wesley Snipes war,  bis auf wenige Ausnahmen, Torsten Michaelis.

## Filmografie
- 1986: American Wildcats (Wildcats)
- 1986: Streets of Gold
- 1987: Miami Vice (Fernsehserie, Folge 3x10 Für die Straße geboren)
- 1987: Critical Condition
- 1987: Bad – The Short Film (Michael Jackson)
- 1989: Die Indianer von Cleveland (Major League)
- 1990: King of New York – König zwischen Tag und Nacht (King of New York)
- 1990: Mo’ Better Blues
- 1991: New Jack City
- 1991: Jungle Fever
- 1992: Weiße Jungs bringen’s nicht (White Men Can’t Jump)
- 1992: Waterdance
- 1992: Passagier 57 (Passenger 57)
- 1993: Boiling Point – Die Bombe tickt (Boiling Point)
- 1993: Die Wiege der Sonne (Rising Sun)
- 1993: Demolition Man
- 1994: Sugar Hill
- 1994: Drop Zone
- 1995: Money Train
- 1995: To Wong Foo, thanks for Everything, Julie Newmar
- 1995: Waiting to Exhale – Warten auf Mr. Right (Waiting to Exhale)
- 1996: The Fan
- 1997: Mord im Weißen Haus (Murder at 1600)
- 1997: One Night Stand
- 1998: Auf der Jagd (U.S. Marshals)
- 1998: Der Sommer, der alles veränderte (Down in the Delta)
- 1998: Blade
- 1998: Futuresport
- 2000: The Soul of Love
- 2000: The Art of War
- 2000: Eine Liebe in Brooklyn (Disappearing Acts)
- 2002: Liberty Stands Still
- 2002: Blade II
- 2002: Undisputed – Sieg ohne Ruhm (Undisputed)
- 2002: ZigZag
- 2003: America’s Dream
- 2004: Unstoppable
- 2004: Blade: Trinity
- 2005: 7 Sekunden (7 Seconds)
- 2005: John Doe
- 2005: Chaos
- 2005: The Marksman – Zielgenau (The Marksman)
- 2006: The Detonator – Brennender Stahl (The Detonator)
- 2006: Hard Luck
- 2007: The Contractor – Doppeltes Spiel (The Contractor)
- 2008: The Art of War II: Der Verrat (The Art of War II: Betrayal)
- 2009: Gesetz der Straße – Brooklyn’s Finest (Brooklyn’s Finest)
- 2010: Game of Death
- 2012: Gallowwalkers
- 2014: The Expendables 3
- 2015: The Player (Fernsehserie, 9 Folgen)
- 2015: Chi-Raq
- 2017: Armed Response
- 2017: The Recall
- 2019: What We Do in the Shadows (Fernsehserie, Folge 1x07)
- 2019: Dolemite Is My Name
- 2020: Cut Throat City – Stadt ohne Gesetz (Cut Throat City)
- 2021: Der Prinz aus Zamunda 2 (Coming 2 America)
- 2021: True Story
- 2023: Back on the Strip
- 2024: Deadpool & Wolverine

## Auszeichnungen
| Filmpreis                                 | Kategorie                                                                | Titel                                 | Ergebnis  |
| ----------------------------------------- | ------------------------------------------------------------------------ | ------------------------------------- | --------- |
| MTV Movie Awards                          | Bester Kampf                                                             | Blade                                 | Nominiert |
| MTV Movie Awards                          | Bester Bösewicht                                                         | Demolition Man                        | Nominiert |
| MTV Movie Awards                          | Bestes Duo mit Woody Harrelson                                           | Weiße Jungs bringen’s nicht           | Nominiert |
| MTV Movie Awards                          | Bester Bösewicht                                                         | New Jack City                         | Nominiert |
| MTV Movie Awards                          | Bester Kuss mit Tyra Ferrell                                             | Weiße Jungs bringen’s nicht           | Nominiert |
| Internationale Filmfestspiele von Venedig | Bester Schauspieler (Coppa Volpi)                                        | One Night Stand                       | Gewonnen  |
| Hollywood Walk of Fame                    | 7020 Hollywood Blvd                                                      |                                       | Gewonnen  |
| Independent Spirit Awards                 | Bester Nebendarsteller                                                   | Waterdance                            | Nominiert |
| Image Award                               | Herausragender Hauptdarsteller in einem Fernsehfilm oder einer Miniserie | America’s Dream                       | Gewonnen  |
| Image Award                               | Herausragender Hauptdarsteller in einem Spielfilm                        | New Jack City                         | Gewonnen  |
| CableACE Award                            | Bester Schauspieler in einer Serie                                       | Vietnam War Story                     | Gewonnen  |
| Blockbuster Entertainment Awards          | Bestes Duo – Action/Abenteuer                                            | Auf der Jagd                          | Nominiert |
| Blockbuster Entertainment Awards          | Beliebtester Schauspieler – Horror                                       | Blade                                 | Gewonnen  |
| Black Reel Award                          | Bester Schauspieler (Spielfilm)                                          | Undisputed                            | Nominiert |
| Black Reel Award                          | Network/Cable – Bester Schauspieler                                      | Disappearing Acts                     | Nominiert |
| Black Reel Award                          | Bester Nebendarsteller                                                   | Gesetz der Straße – Brooklyn’s Finest | Gewonnen  |
| WorldFest Houston                         | Gold Special Jury Award – Bester Schauspieler (Preis wurde geteilt)      | Waterdance                            | Gewonnen  |